# 皆川城
皆川城（みながわじょう）は、栃木県栃木市皆川城内町（下野国都賀郡皆川）にあった中世の日本の城。栃木市指定史跡。

## 歴史・沿革
皆川氏の居城で、螺旋状にできていることから「法螺貝城」（ほらがいじょう）とも呼ばれる。
当初、寛喜年間（1229年 - 1232年）に皆川宗員によって築かれたが、この皆川氏は元亨3年（1323年）に断絶した。新たに勃興した長沼氏の血を引く皆川氏によって皆川城が築かれたが、その年代には諸説ある。かつては応永元年（1394年）に皆川秀光によって築かれたとされたが、これには時間的矛盾が生じる。「皆川正中録」では築城主を皆川氏秀としているが、その父の皆川秀宗が築いたともいわれ、皆川氏の菩提寺である金剛寺の案内板はこの説を採り、永享元年（1429年）の築城としている。
皆川氏は戦国時代に入ると、北の鹿沼城を攻略した宇都宮氏から圧力を受け、従属と離反を繰り返した。
天正18年（1590年）の小田原征伐では、皆川広照は北条氏に与して小田原城へ篭城したため、皆川城は豊臣方の上杉景勝勢に攻められ、降伏した（戦わずに明け渡したという説もある）。しかし、広照は小田原城包囲直後に脱出して徳川家康の陣所に駆け込み、家康の取り成しによって豊臣秀吉に所領を安堵された。翌年、広照は本拠を栃木城に遷し、皆川城は廃城となった。
1964年（昭和39年）5月19日に皆川城址は市指定史跡となり、栃木市が管理している。現在、標高147メートルの城山に皆川城址公園が整備されている。